# Aaron Boupendza
Aaron Salem Boupendza Pozzi (Moanda, 7 de agosto de 1996 – Hangzhou, 16 de abril de 2025) foi um futebolista gabonês que atuava como atacante.

## Carreira
Nascido em Moanda, Boupendza iniciou a carreira no CF Mounana em 2015 e venceu o Campeonato Gabonês em primeira temporada como profissional - durante o período, passou um período de testes no Tours, clube da Ligue 2 francesa, em fevereiro de 2016
Em agosto do mesmo ano, assinou com o Bordeaux, onde jogaria pela equipe B. Promovido ao time principal, foi emprestado para Pau FC (foi artilheiro do Championnat National de 2017–18 com 15 gols), Gazélec Ajaccio, Tours e Feirense até 2020, quando deixou o Bordeaux sem ter jogado nenhuma partida oficial pela equipe principal dos Girondinos.
Passou também por Hatayspor (onde foi artilheiro do Campeonato Turco de 2020–21, com 22 gols), Al-Arabi, Al-Shabab, FC Cincinnati, Rapid Bucareste e Zhejiang FC Greentown, sua última equipe como profissional.

## Seleção Gabonesa

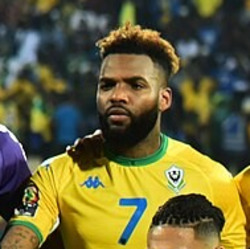
Boupendza pela Seleção do Gabão, em 2022.

Estreou pela Seleção Gabonesa em janeiro de 2016, num amistoso contra Uganda, sendo convocado em seguida para o Campeonato das Nações Africanas, onde atuou em 3 jogos e marcou seu primeiro gol na derrota por 2 a 1 para Ruanda,
Participou também da Copa das Nações Africanas de 2021 (disputada em 2022), jogando as 4 partidas dos Panthères na competição e marcando um gol na vitória por 1 a 0 sobre Comores. A última das 35 partidas de Boupendza pelo Gabão foi um amistoso contra a Guiné, tendo marcado seu oitavo (e último) gol pela seleção no empate por 1 a 1.

## Morte
Em 16 de abril de 2025, Boupendza caiu do 11º andar de um prédio na cidade chinesa de Hangzhou e faleceu aos 28 anos. Após a confirmação da morte, o presidente do Gabão, Brice Oligui, prestou homenagem ao atacante. As investigações confirmaram que a queda foi acidental, e em seguida a Federação Gabonesa de Futebol confirmou a morte do jogador.

## Títulos
CF Mounana
- Campeonato Gabonês: 2015–16[2]

Al-Arabi
- Copa do Qatar: 2022

FC Cincinnati
- Supporters' Shield: 2023

### Individuais
- Artilheiro do Championnat National: 2017–18 (15 gols pelo Gazélec Ajaccio)
- Artilheiro do Campeonato Turco: 2020–21 (22 gols pelo Hatayspor)[20]
- Time da Temporada do Campeonato Turco: 2020–21

## Links
- «Perfil de Aaron Boupendza». em Soccerway